# Molino del Pocillo

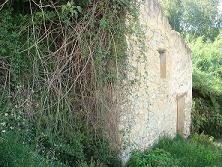
Molino del Pocillo

El Molino del Pocillo se sitúa a las afueras del municipio de Sot de Chera en la provincia de Valencia, (España), junto al río Sot.
Clasificado como Bien de Protección Parcial en el Plan General de Sot de Chera por la Diputación de Valencia. 

## Descripción
Se trata de un antiguo molino de grano, movido por agua de finales del siglo XIX. Ubicado en el paraje del Pocillo, donde hay una fuente de agua que en invierno sale caliente y en verano fresca y junto al antiguo lavadero público del que se conservan algunos restos.
Es un edificio de dos plantas con una pequeña escalera interior, que antiguamente se distribuía en planta baja donde estaba la tolva, harinera,etc. y encima las cámaras de secado del trigo que cubría también otra planta rectangular, dedicada al corral de animales para el sustento de la familia. En la planta superior había una chimenea y alacenas para guardar algunos enseres y comida, donde se podía pernoctar en caso de necesidades del trabajo.

### Funcionamiento
El Molino del Pocillo tenía derecho al agua durante toda la mañana a cambio estaban obligados a limpiar y reparar la acequia del pueblo, desde el Henchidor hasta un tormo o piedra natural ubicada en el paraje de los Huertos, y lo mismo hacían con aguas después del Molino del Conde hasta el cubo del Molino del Pocillo. El agua para su funcionamiento la recibía a través de una acequia paralela al camino de acceso, que finalizaba en una balsa de regulación de caudal en la parte posterior del edificio. 
En el interior se conserva piezas de la antigua maquinaria, engranajes y una piedra cilíndrica.
El sistema de cobro por efectuar la molienda de los cereales, tanto de trigo, cebada, maíz, etc., consistía en una libreta por barchilla, aproximadamente la equivalencia de medio kilo por unos quince o dieciséis de grano molido. En el año 1946 se modificó la maquinaria antigua formada por el primitivo sistema de «rodezno» para hacer rodar la muela o piedra superior móvil, por un mecanismo de engranajes metálicos llamado «Catalina» que aumentó las revoluciones de la muela.